# (2363) Cebriones
(2363) Cebriones es un asteroide perteneciente a los asteroides troyanos de Júpiter descubierto por el equipo del Observatorio de la Montaña Púrpura el 4 de octubre de 1977 desde el observatorio homónimo de Nankín, China.

## Designación y nombre
Cebriones se designó inicialmente como 1977 TJ3.
Posteriormente, en 1981, recibió el nombre de «Cebriones» en referencia a un personaje de la mitología griega.

## Características orbitales
Cebriones está situado a una distancia media de 5,198 ua del Sol, pudiendo acercarse hasta 5,015 ua y alejarse hasta 5,382 ua. Tiene una inclinación orbital de 32,14 grados y una excentricidad de 0,03535. Emplea 4329 días en completar una órbita alrededor del Sol.

## Características físicas
La magnitud absoluta de Cebriones es 9,11. Tiene un diámetro de 81,84 km y un periodo de rotación de 20,05 horas. Se estima su albedo en 0,0599. Cebriones está asignado al tipo espectral D de la clasificación Tholen.